# مایکل دنیسون
جان مایکل ترنس ولزلی دنیسون (۱ نوامبر ۱۹۱۵) –  ۲۲ ژوئیه ۱۹۹۸) بازیگر انگلیسی بود. او اغلب با همسرش، دالسی گری، ظاهر می‌شد و با او در چندین فیلم و بیش از ۱۰۰ نمایش تئاتر وست اند بازی کرد.
پس از گذراندن تحصیلات عمومی در مدرسه دولتی و دانشگاه، در یک مدرسه تئاتر تحصیل کرد و اولین بازی حرفه‌ای خود را در سال ۱۹۳۸ انجام داد. دوران حرفه‌ای او به دلیل خدمت سربازی در طول جنگ جهانی دوم متوقف شد، اما در پایان دهه ۱۹۴۰، او دوباره جایگاه خود را در میان بازیگران برجسته نسل خود تثبیت کرد و تا زمان مرگش در سال ۱۹۹۸ در این جایگاه باقی ماند.

## زندگی‌نامه
دنیسون در ۱ نوامبر ۱۹۱۵ در دانکستر، وست رایدینگ یورکشایر، به عنوان تنها فرزند گیلبرت دیکسون دنیسون (۱۸۸۸–۱۹۵۹) - یک تولیدکننده رنگ - و همسرش، ماری لوئیز، با نام خانوادگی قبلی بین (۱۸۸۸–۱۹۱۵) به دنیا آمد. مادرش وقتی دنیسون سه هفته داشت درگذشت. او توسط خواهر مادرش و شوهر او که فرزندی نداشتند، بزرگ شد.